# 앨리 코브린
알렉산드라 알리 "앨리" 코브린(영어: Alexandra Alrey "Ali" Cobrin, 1989년 8월 8일 ~ )은 미국의 배우이다.

## 출연 작품

### 영화
- 2014년 걸 하우스 - 카일리 앳킨스 역